# Lola Liceras
Dolores Liceras Ruiz (Madrid, 1947), más conocida como Lola Liceras, es una socióloga, sindicalista y activista por los derechos humanos española. Ha colaborado en la publicación de artículos de revistas, libros y obras colectivas sobre temas sociales, laborales y de productividad.

## Trayectoria
Estuvo vinculada al sector oficial de Comisiones Obreras, donde se desempeñó como secretaria confederal de Empleo del sindicato desde 1996 hasta 2009, y fue además miembro del Consejo Económico y Social a propuesta del mismo.
Desde su puesto como secretaria confederal de Empleo del sindicato CC. OO. negoció con el Ejecutivo de José María Aznar múltiples cuestiones laborales, como la reforma de la protección por desempleo planteada por este último. Ante el desencuentro producido entre gobierno y agentes sociales por este asunto, Liceras fue una de las organizadoras de la huelga general en España de 2002, además participó activamente en foros sobre reformas del desempleo. También desempeñó un destacado papel en las negociaciones y firma de la reforma laboral de 2006, acordada con el gobierno de José Luis Rodríguez Zapatero, sindicatos y la CEOE, y que tenía como objetivo primordial perseguir la contratación en fraude de ley.
Es coordinadora del Equipo por los Derechos Humanos de las Mujeres en Amnistía Internacional España y colabora en distintos medios de comunicación con artículos en los que denuncia, desde una perspectiva feminista, el machismo y la opresión que sufren las mujeres en distintas partes del mundo.